# Imprese familiari più antiche del mondo
Una classifica delle imprese familiari più antiche del mondo, tuttora in esercizio, è stata stilata alla fine del 2008 e comprende dieci ditte che sono documentatamente aperte da secoli, senza soluzione di continuità. 
Di queste, ben cinque sono italiane tra cui a loro volta tre fiorentine. A seguire, oltre all'Italia, con più di una azienda antica sono la Francia e il Giappone. 
Il settore più rappresentato è quello della viticoltura con tre aziende, seguito poi da quello alberghiero con due aziende. Complessivamente quindi la metà delle aziende risulta legata al settore agro-alimentare e a quello ristorativo.
| Posizione | Nome                                     | Paese    | Anno di apertura | Settore                           | Sito ufficiale                                     |
| --------- | ---------------------------------------- | -------- | ---------------- | --------------------------------- | -------------------------------------------------- |
| 1         | Nishiyama Onsen Keiunkan                 | Hayakawa | 705              | Settore alberghiero, ristorazione |                                                    |
| 2         | Hoshi Ryokan                             | Awazu    | 718              | Settore alberghiero, ristorazione |                                                    |
| 3         | Pontificia fonderia di campane Marinelli | Agnone   | 1000             | Produzione di campane             |                                                    |
| 4         | Chateau de Goulaine                      | Loira    | 1000             | Viticoltura                       |                                                    |
| 5         | Barone Ricasoli                          | Firenze  | 1141             | Viticoltura                       |                                                    |
| 6         | Barovier & Toso                          | Murano   | 1295             | Vetreria                          |                                                    |
| 7         | Pilgrim-Haus                             | Soest    | 1304             | Settore alberghiero               |                                                    |
| 8         | Richard de Bas                           | Ambert   | 1326             | Cartiera                          |                                                    |
| 9         | Torrini                                  | Firenze  | 1369             | Oreficeria                        | Archiviato il 29 gennaio 2016 in Internet Archive. |
| 10        | Marchesi Antinori                        | Firenze  | 1385             | Viticoltura                       |                                                    |